# Sinoxylon luzonicum
Sinoxylon luzonicum es una especie de escarabajo del género Sinoxylon, familia Bostrichidae. Fue descrita científicamente por Lesne en 1932.
Se distribuye por Filipinas. Mide aproximadamente 5 milímetros de longitud y es de color oscuro.